# Fürstenberg-Pürglitz
Fürstenberg-Pürglitz fue una línea de familia noble que provenía del sudoeste de Baden-Württemberg, Alemania, que tenía su sede en el Castillo de Křivoklát (en alemán: Pürglitz) en Bohemia. Fürstenberg-Pürglitz emergió como una partición de Fürstenberg-Fürstenberg en 1762, y obtuvo el mismo Fürstenberg-Fürstenberg en 1804. Después de 1804, los Príncipes utilizaron el título de Príncipe de Fürstenberg. Fürstenberg-Pürglitz fue mediatizado a Austria, Baden, Hohenzollern-Sigmaringen y Württemberg en 1806.

## Príncipes de Fürstenberg-Pürglitz (1762-1806)[1]
- Carlos Borromeo Egon I, 1.º Príncipe 1762-1787 (1729-1787), segundo hijo del Príncipe José Guillermo Ernesto de Fürstenberg
  - Felipe María Nerius, 2.º Príncipe 1787-1790 (1755-1790)
    - Carlos Gabriel María, 3.º Príncipe 1790-1799 (1785-1799)

  - Príncipe Carlos José Alois de Fürstenberg-Pürglitz (1760-1799)
    - Carlos Egon II, 5.º Príncipe 1799-1804, 5.º Príncipe de Fürstenberg 1804-1806 (1796-1854), heredó Fürstenberg-Fürstenberg

## Príncipes mediatizados de Fürstenberg (1806-presente)[2]
- Carlos Egon II, 5.º Príncipe 1806-1854 (1796-1854)
  - Carlos Egon III, 6.º Príncipe 1854-1892 (1820-1892)
    - Carlos Egon IV, 7.º Príncipe 1892-1896 (1852-1896)

  - Príncipe Maximiliano Egon I de Fürstenberg-Pürglitz (1822-1873)
    - Maximiliano Egon II, 8.º Príncipe 1896-1941 (1863-1941)
      - Carlos Egon V, 9.º Príncipe 1941-1973 (1891-1973), Landgrave de Fürstenberg-Weitra
      - Príncipe Maximiliano Egon de Fürstenberg (1896-1959)
        - Joaquín Egon, 10.º Príncipe 1973-2002 (1923-2002)
          - Enrique, Príncipe Heredero de Fürstenberg (n. 1950)
            - Príncipe Cristián de Fürstenberg (n. 1977)
            - Príncipe Antonio de Fürstenberg (n. 1985)

          - Príncipe Carlos Egon de Fürstenberg (n. 1953)
          - Príncipe Juan de Fürstenberg-Weitra (n. 1958), adoptado por Carlos Egon V, heredó el Landgraviato de Fürstenberg-Weitra en 1973
            - Príncipe Vincenz de Fürstenberg-Weitra (n. 1985)
            - Príncipe Ludwig de Fürstenberg-Weitra (n. 1997)
            - Príncipe Johann Christian de Fürstenberg-Weitra (n. 1999)

        - Príncipe Friedrich Maximilian de Fürstenberg (1926-1969)
          - Príncipe Maximilian de Fürstenberg (n. 1962)
            - Príncipe Friedrich Götz de Fürstenberg (n. 1995)